# ستیغ و ناوه

ستیغ و ناوه در یک موج

ستیغ (crest) نقطه‌ای در یک موج با حداکثر (max) ارزش است یا نقطه‌ای با بیشترین جابه‌جایی در چرخه. ناوه (trough) یا پاستیغ متضاد ستیغ است و حداقل یا پایین‌ترین نقطه (min) در یک چرخه است.
یک نقطه بر روی موج هنگامی یک ناوه است که جابه‌جایی متوسط در آن نقطه کمترین مقدار باشد.